# John Korir (athlétisme, 1996)
Pour les articles homonymes, voir John Korir.
John Korir, né le 2 décembre 1996, est un athlète kényan.

## Carrière
John Korir remporte le marathon de Chicago en 2024 avec un temps de 2 h 2 min 44 s, faisant de lui le sixième marathonien le plus rapide de l'histoire. Il remporte le marathon de Boston en 2025 en -2 h 45, que son frère Wesley Korir avait remporté en 2012 ; il s'agit de la première fratrie à remporter le marathon de Boston.